# Đá Ninh Hòa
Đá Ninh Hòa (tiếng Anh: Tetley Reef; tiếng Trung: 扁参礁; bính âm: Biǎnshēn jiāo, Hán-Việt: Biển Sâm tiêu) là một rạn san hô thuộc cụm Sinh Tồn của quần đảo Trường Sa. Đá này nằm về phía tây nam đá Vị Khê và phía đông bắc đá Văn Nguyên.
Đá Ninh Hòa là đối tượng tranh chấp giữa Việt Nam, Đài Loan, Philippines và Trung Quốc. Hiện chưa rõ nước nào thực sự kiểm soát đá này.